# Bara (Roemenië)
Bara (Hongaars: Barafalva) is een gemeente in het Roemeense district Timiș en ligt in de regio Banaat in het westen van Roemenië. De gemeente telt 254 inwoners (2005).

## Geschiedenis
In 1371 werd Bara voor het eerst vermeld. Het dorp lag in het District van Balinț. In 1440 maakte Bara deel uit van de Șoimoșkastelen.

## Geografie
De oppervlakte van Bara bedraagt 70,67 km², de bevolkingsdichtheid is 4 inwoners per km².
De gemeente bestaat uit de volgende dorpen: Bara, Dobrești, Lăpușnic, Rădmănești, Spata.

## Demografie
Van de 378 inwoners in 2002 zijn 367 Roemenen, 8 Hongaren, 1 Roma en 2 van andere etnische groepen. Op 1 januari 2005 telde de gemeente 254 inwoners. Hiervan waren er 132 personen mannen, en 122 personen vrouwen. Op 31 december 2004 telde Bara 244 huishoudens.
Onderstaande figuur toont het verloop van het inwoneraantal vanaf 1880.

## Politiek
De burgemeester van Bara is Ioan Lăzărescu (PSD).

Onderstaande staafgrafiek toont de uitslagen van de gemeenteraadsverkiezingen van 6 juni 2004, naar stemmen per partij. 

## Onderwijs
De gemeente Bara telt één basisschool in het dorp Bara.
Balinț · Banloc · Bara · Bârna · Beba Veche · Becicherecu Mic · Belinț · Bethausen · Biled · Birda · Bogda · Boldur · Brestovăț · Cărpiniș · Cenad · Cenei · Checea · Chevereșu Mare · Comloșu Mare · Coșteiu · Criciova · Curtea · Darova · Denta · Dudeștii Noi · Dudeștii Vechi · Dumbrava · Dumbrăvița · Fibiș · Fârdea · Foeni · Gavojdia · Ghilad · Ghiroda · Ghizela · Giarmata · Giera · Giroc · Giulvăz · Gottlob · Iecea Mare · Jamu Mare · Jebel · Lenauheim · Liebling · Lovrin · Margina · Mașloc · Mănăștiur · Moravița · Moșnița Nouă · Nădrag · Nițchidorf · Ohaba Lungă · Orțișoara · Parța · Pădureni · Peciu Nou · Periam · Pietroasa · Pișchia · Racovița · Remetea Mare · Sacoșu Turcesc · Saravale · Satchinez · Săcălaz · Secaș · Sânandrei · Sânmihaiu Român · Sânpetru Mare · Șag · Şandra · Știuca · Teremia Mare · Tomești · Tomnatic · Topolovățu Mare · Tormac · Traian Vuia · Uivar · Valcani · Variaș · Victor Vlad Delamarina · Voiteg